# Procuraduria del estado Barinas
La Procuraduría General del Estado Barinas es un ente descentralizado con autonomía organizativa, funcional, administrativa y presupuestaria, cuya función principal es representar y defender los derechos e intereses patrimoniales del Estado Barinas. Además, asesora jurídicamente al Poder Público estatal y cumple con los procedimientos administrativos previos a demandas contra el Estado.

## Historia
La figura del procurador tiene sus raíces en la época colonial venezolana, cuando los procuradores eran representantes del Ministerio Público designados por la corona española para garantizar el cumplimiento de las leyes del Alto Tribunal. Posteriormente, en 1863, bajo el gobierno del general Juan Crisóstomo Falcón, se decretó la creación de las Procuradurías Generales de los Estados (Decreto N.º 1344), con el objetivo de fortalecer la organización de los poderes públicos estatales y optimizar su funcionamiento administrativo y económico.
El primer procurador general del Estado Barinas fue el general Juan Bruno Delgado, designado en 1874. Sin embargo, en 1879, el presidente Antonio Guzmán Blanco derogó la existencia de estas entidades mediante el Decreto N.º 2175. En 1903, durante el gobierno del general Cipriano Castro, se restableció oficialmente la Procuraduría General del Estado Barinas, consolidándose como institución encargada de velar por los intereses patrimoniales del estado.

## Atribuciones y Competencias
Según la Ley de la Procuraduría General del Estado Barinas, entre sus funciones destacan:
1. Representar judicial y extrajudicialmente los intereses del Estado Barinas.
2. Emitir opiniones legales sobre contratos y actos administrativos de interés público.
3. Supervisar los bienes muebles e inmuebles del estado y mantener un registro de estos.
4. Actuar como órgano de consulta jurídica para el Poder Público estadal.
5. Promover la defensa judicial en conflictos contractuales y administrativos que involucren al estado.[1]

## Organización
La Procuraduría General del Estado Barinas está dirigida por el Procurador General, designado por el gobernador del estado y autorizado por el Consejo Legislativo. Además, cuenta con un Subprocurador General y direcciones especializadas, como:
- Dirección de Asuntos Legales: Encargada de la defensa judicial y emisión de dictámenes.
- Dirección de Administración: Responsable de la gestión financiera y presupuestaria.
- Dirección de Personal: Maneja los recursos humanos de la institución.
- Dirección de Bienes: Supervisa los activos del estado.[1]

## Procuradores Generales del Estado Barinas
Desde 1936, la Procuraduría General ha contado con destacados juristas como procuradores generales. A continuación, se presenta un listado cronológico:
- 1936: Abg. Cruz Ramírez
- 1961: Abg. José Mago Navarrete
- Sin fecha: Abg. Ramona Sosa
- 1992: Abg. Ramón Claret Montoya
- 1994: Abg. Nelson Villafañe
- 1996: Abg. Luis Manuel Spaziani
- 1998: Abg. María Inés Rosario de Pérez
- 1999: Abg. Raúl López Guédez
- 2000: Abg. Lourdes Palomares
- 2001: Abg. Miguel Ángel León
- 2003: Abg. Aulio Rivas
- 2011: Abg. Alonso Valbuena
- 2013: Abg. Karina Aleta
- 2016: Abg. Leonor León
- 2018: Abg. Eliana Jiménez
- 2019: Abg. Yohaina Silva
- 2022: Abg. Fernando Monsalve Cermeño[2]